# Unai García
Unai García Lugea (ur. 3 września 1992 w Ezcároz) – hiszpański piłkarz, który gra jako obrońca w Osasunie.